# Predikstolskläde

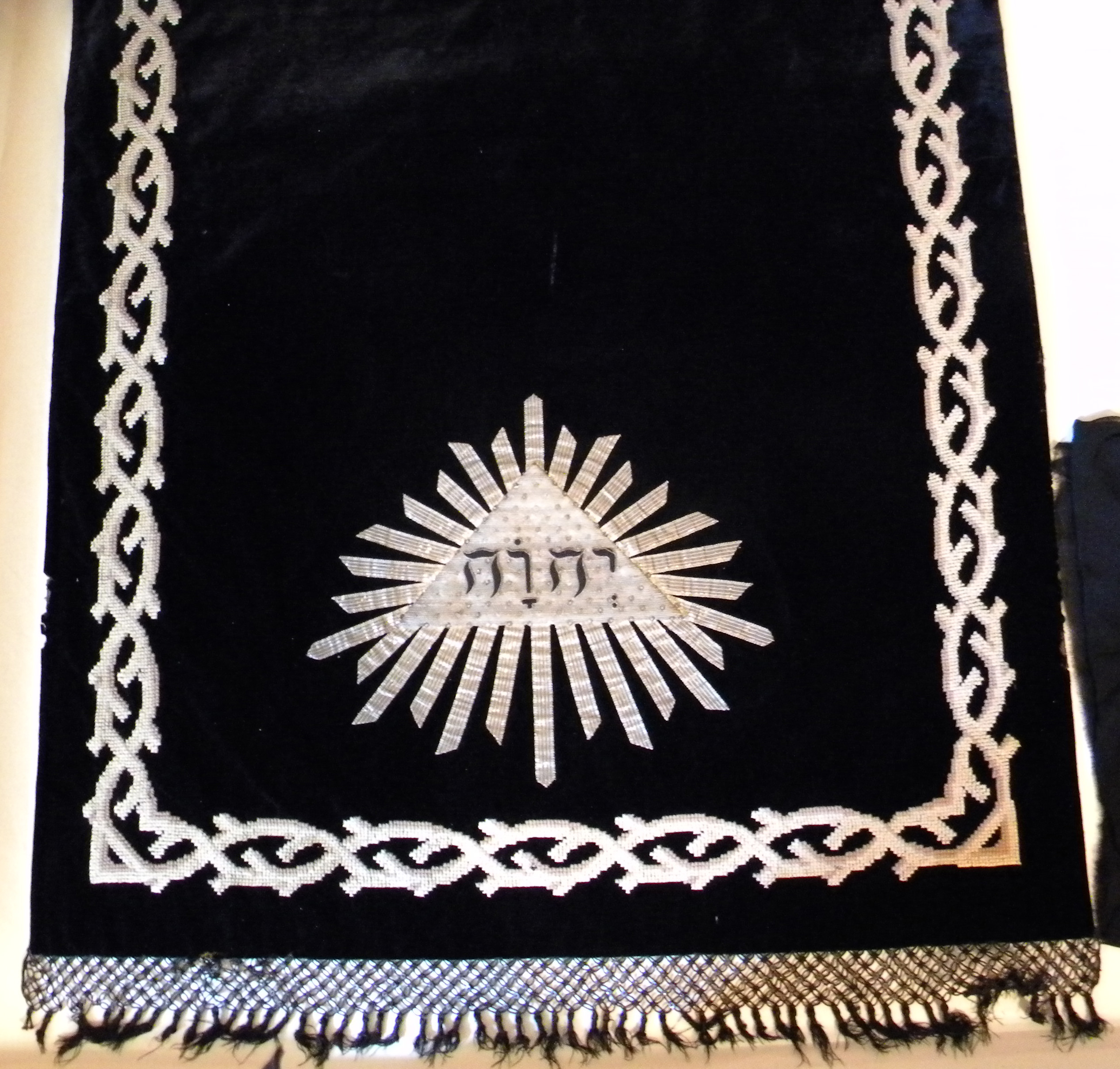
Predikstolskläde från Veinge kyrka med tetragrammet JHWH

Predikstolskläde är det textila alster som anbringas framför predikstolen. Val av färg följer det kyrkliga årets liturgiska färger där den gröna färgen förekommer under en stor del av året.
Predikstolskläde och altarbrun (den bård som hänger från altarbordets överkant) utförs ofta i samklang med varandra, med beaktande att de har olika form. Vävteknik, mönster och färgnyans väljs till en enhetlig utformning om möjligt. Predikstolsklädet brukar anbringas oavsett om predikstolen används eller inte.
I äldre tider syftade ordet predikstolskläde på det svarta tyg, som under långfredagen och vid landssorg användes för att täcka predikstolen, helt eller delvis.